# Johannes Ganz (Fotograf)
Johannes Ganz (* 26. Februar 1821 in Bülach; † 16. April 1886 in Zürich) war ein Schweizer Fotograf, Erfinder, Filmpionier und Unternehmer.

## Leben und Werk
Johannes Ganz’ Vater war der Bauer und Viehhändler Rudolf Ganz, die Mutter führte ein Spezerei- und Kurzwarengeschäft. Ganz absolvierte bei J. J. Brubacher in Wädenswil eine Ausbildung zum Lithografen. Anschliessend nahm er Zeichen- und Malunterricht bei Johann Jakob Ulrich. 1841/1842 setzte er seine Ausbildung in München fort. Zeitlebens an Technik interessiert, widmete er sich in dieser Zeit der Entwicklung einer lithografischen Kunstpresse, die seine Schweizer Künstlerfreunde Johann-Salomon Hegi, Johann Gottfried Steffan und Ludwig Keiser beeindruckte. Wegen Geldmangel kam die Maschine jedoch nicht zur Ausführung. 
Wieder in Zürich eröffnete er 1843 eine lithografische Werkstatt am Zeltweg und lithografierte Landschaften sowie naturwissenschaftliche Buchillustrationen. Im folgenden Jahr eröffnete er ein Papeterie- und Galanteriegeschäft beim Bellevue in der Torgasse. Ganz war Mitglied in der Stadtzürcher Freimaurerloge Modestia cum Libertate.
1859 führte ihn der aus Frankreich stammende Wanderfotograf Choquet in die Fotografie ein. Anschliessend erlernte er die Technik der Fotografie von Grund auf bei B. Winsel in München und bei André Adolphe-Eugène Disdéri. Zudem knüpfte er Kontakt zu den führenden Fotografen der Zeit. Wieder in Zürich eröffnete er sein erstes Fotoatelier und das Tageslicht-Portraitstudio fand bei dem Bürgertum und der Prominenz grossen Zuspruch.
Ganz eröffnete 1868 sein erstes Wohn- und Geschäftshaus an der Bahnhofstrasse 40. Um 1872 entwickelte er den Pinakoskop, einen Petroleumbrenner, der helleres Licht für die Lichtbilder produzierte als die bisherigen Projektoren. Den Pinakoskop propagierte er für den Unterricht an Schulen, Universitäten und Kirchen. Ganz erhielt zahlreiche Auszeichnungen für künstlerische Fotografie und für den Pinakoskop. Von 1874 bis 1892 betrieb er auch eine Filiale in Brüssel. 1883 war er für den «Photopavillon» an der Schweizerischen Landesausstellung zuständig.
Ganz heiratete 1842 Barbara, geborene Eschmann. Die gemeinsamen Söhne waren Julian Ganz (1844–1892), der später die Filiale in Brüssel leitete, und Rudolf Ganz (1848–1928) der 1883 das Fotoatelier in Zürich weiter führte. Rudolfs Söhne waren Rudolph Ganz, Paul Ganz, Hans Ganz und Emil Ganz (1879–1962). 1903 verkaufte Rudolf Ganz das Fotoatelier mitsamt dem gesamten Firmenarchiv an den Porträtfotografen Camille Ruf (1872–1939).
Ganz’ Söhne und Enkel entwickelten das Projektionssystem weiter. In den 1960er-Jahren wurde der Firmenzweig zum professionellen Anbieter von Multimedia- und Kinoeinrichtungen. Thomas Ganz, Geschäftsinhaber in vierter Generation, spaltete das Unternehmen 1982 in drei Teile: Foto, Audiovisuelles und eine Vertriebsgesellschaft für professionelle Projektionsgeräte.

Porträtfotografien
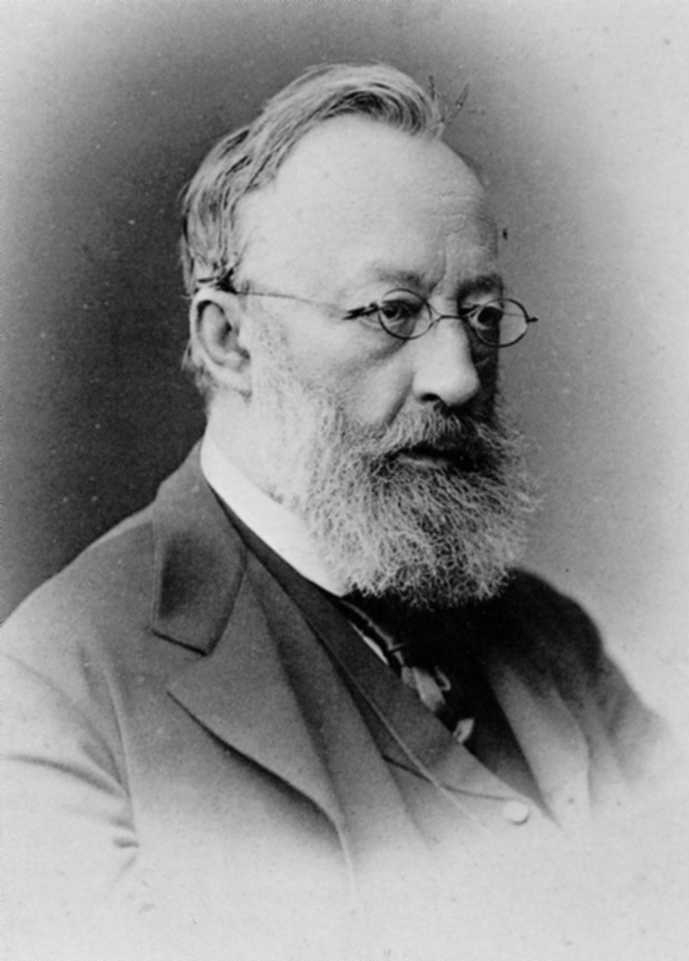
Gottfried Keller, 1885
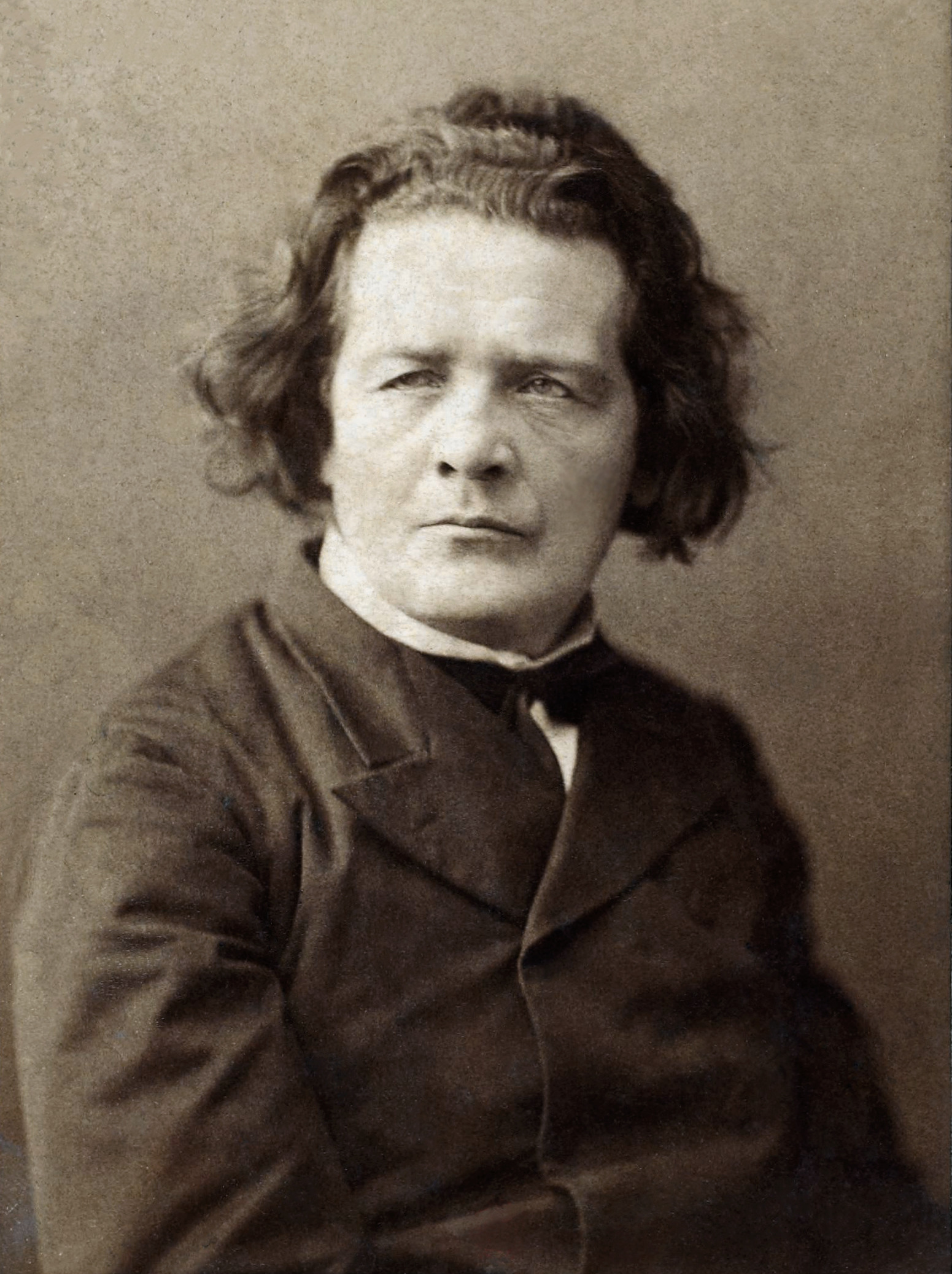
Anton Rubinstein, 1890
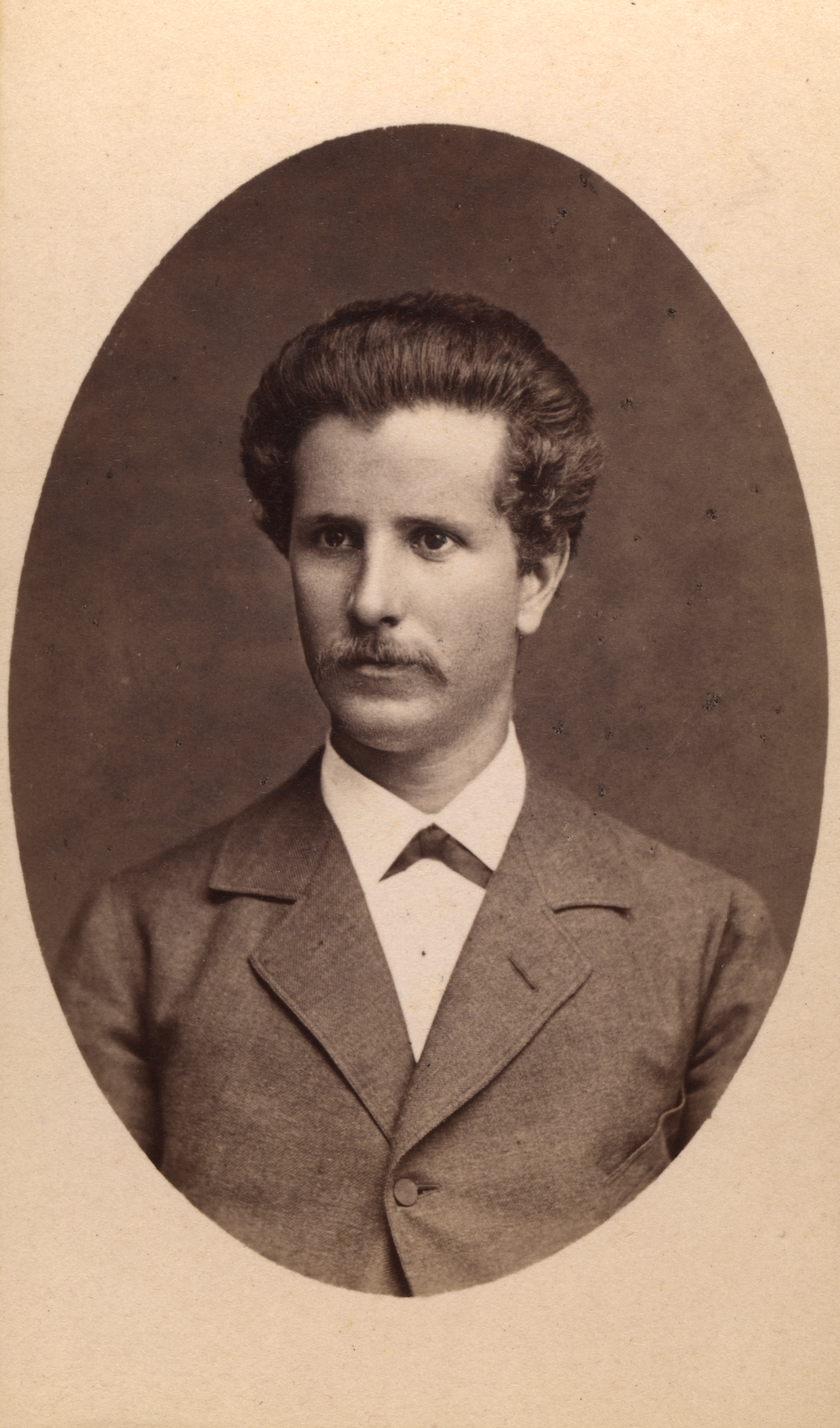
Ferdinand Rudio, etwa 1870 bis 1879
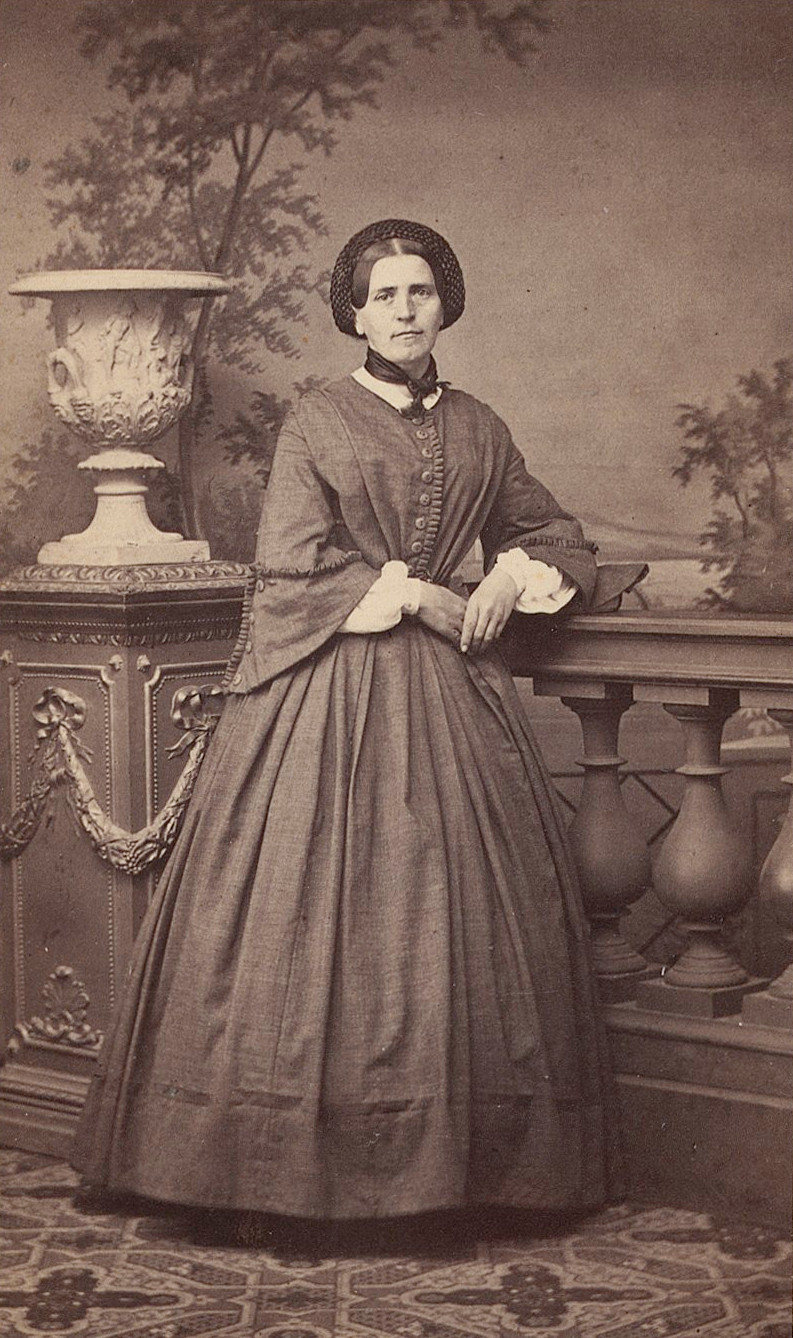
Johanna Spyri, etwa 1870 bis 1879
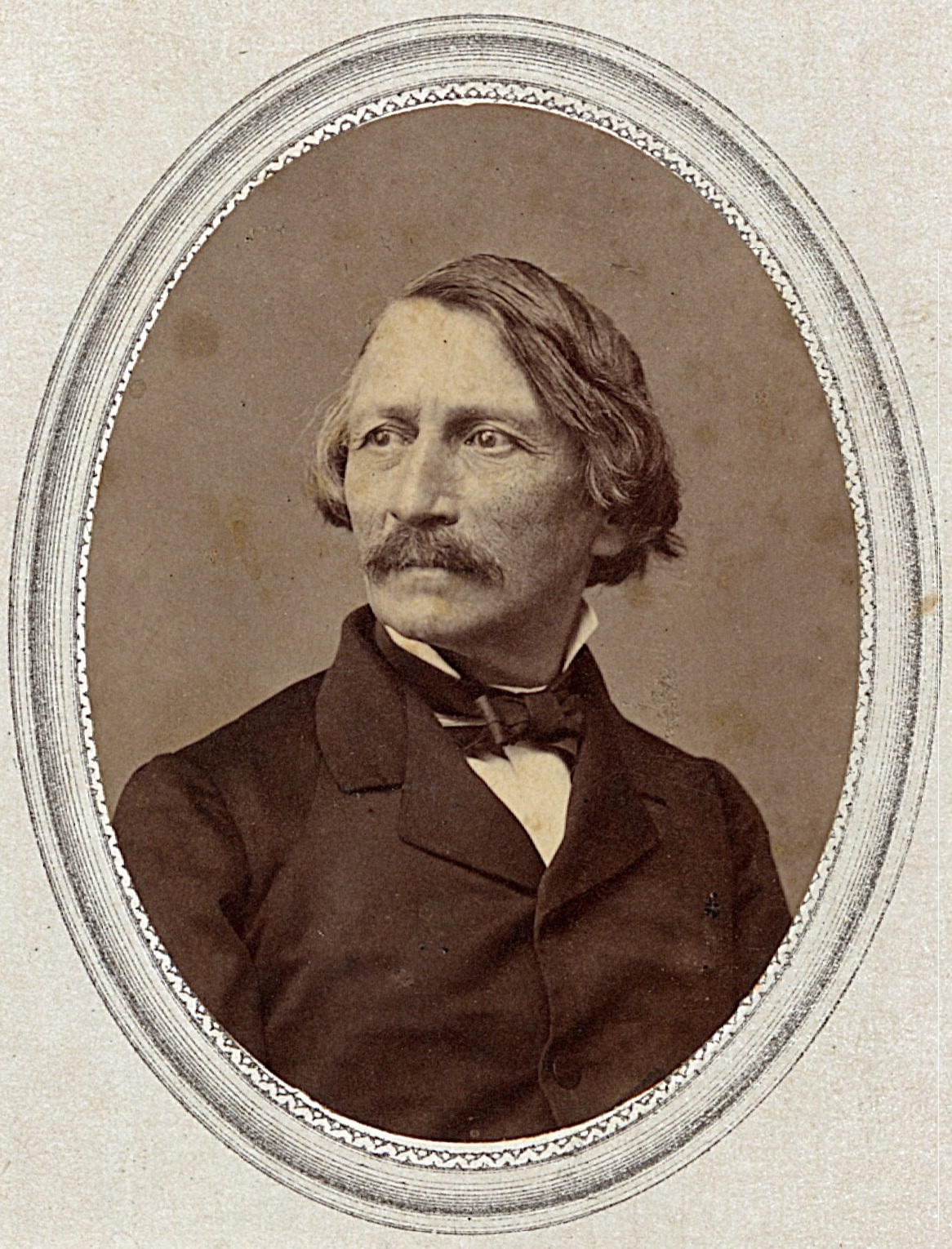
Gottfried Semper, 1870